# Casper (televíziós sorozat)
A Casper (eredeti címén The Spooktacular New Adventures of Casper) amerikai televíziós rajzfilmsorozat, amelyet az Amblin Entertainment, The Harvey Entertainment Company, az Universal Cartoon Studios és a Saban International készített. A sorozat eredetileg a Casper 1995-ben bemutatott vígjátékfilmnek spin-offja. Amerikában a Fox Kids sugározta, később hazánkban a TV2 műsorra tűzte 2001-től. Négy évad készült belőle 52 epizóddal.

## Magyar hangok
| Szereplő               | Eredeti hang                | Magyar hang   |
| ---------------------- | --------------------------- | ------------- |
| Casper                 | Malachi Pearson             | Jelinek Márk  |
| Stretch                | Joe Nipote                  | Schnell Ádám  |
| Stinkie                | Joe Alaskey                 | Breyer Zoltán |
| Fatso                  | Brad Garrett (1-2. évadban) | Uri István    |
| Fatso                  | Jess Harnell (3-4. évadban) | Uri István    |
| Dr. James Harvey       | Dan Castellaneta            | Kőszegi Ákos  |
| Kathleen "Kat" Harvey  | Kath Soucie                 | Haffner Anikó |
| Spooky                 | Rob Paulsen                 | Szokol Péter  |
| Pearl (más néven Poil) | Miriam Flynn                |               |
| Ms. Banshee            | Tress MacNeille             | Kiss Erika    |

- További szereplők (első szinkronban): ?

## Epizódok
| #             | Magyar cím | Eredeti cím | Eredeti bemutató     |
| ------------- | ---------- | --- | -------------------- |
|               |            | |                      |
| ELSŐ ÉVAD     |            | |                      |
|               |            | |                      |
| 01            |            | Spooking Bee / Fugedaboudit / The Flew                                                                               | 1996. február 24.    |
|               |            | |                      |
| 02            |            | Paws / The Alphabet Song / Is So Too                                                                                 | 1996. március 2.     |
|               |            | |                      |
| 03            |            | Legend of Duh Bigfoot / The Ghostly Day / Invasion of the UGFO's                                                     | 1996. március 9.     |
|               |            | |                      |
| 04            |            | Rocket Booster / A Really Scary Casper Moment / Day of the Living Casper                                             | 1996. március 16.    |
|               |            | |                      |
| 05            |            | Three Boos and a Babe / The Whipstaff Inmates / Elusive Exclusive                                                    | 1996. március 30.    |
|               |            | |                      |
| 06            |            | Paranormal Press / Another Spooky and Poil Moment / Deadstock                                                        | 1996. április 20.    |
|               |            | |                      |
| 07            |            | Poil Jammed / The Who That I Am / A Picture Says 1000 Words                                                          | 1996. április 27.    |
|               |            | |                      |
| 08            |            | Spooks, Lies & Videotape / Ghostfather                                                                               | 1996. május 4.       |
|               |            | |                      |
| 09            |            | Rebel Without a Date / Don't Bank on It                                                                              | 1996. május 11.      |
|               |            | |                      |
| 10            |            | Casper vs. the Ultimate Fan Boy / Field of Screams                                                                   | 1996. május 18.      |
|               |            | |                      |
| MÁSODIK ÉVAD  |            | |                      |
|               |            | |                      |
| 11            |            | Grim and Bear It; Fatso of the Opera                                                                                 | 1996. szeptember 7.  |
|               |            | |                      |
| 12            |            | Dead of the Class / A Spooky and Poil Moment / Y-Files                                                               | 1996. szeptember 14. |
|               |            | |                      |
| 13            |            | Losing Face / Galloping Ghost                                                                                        | 1996. szeptember 21. |
|               |            | |                      |
| 14            |            | Aunt Misbehavin'; Split Personalities                                                                                | 1996. szeptember 28. |
| 15            |            | Something to Stink About / Pulp Friction                                                                             | 1996. október 5.     |
|               |            | |                      |
| 16            |            | Ectospasms / Stink of the Road / Doc's Depression                                                                    | 1996. október 12.    |
|               |            | |                      |
| 17            |            | Boo to the Future; All That Falderal                                                                                 | 1996. október 19.    |
|               |            | |                      |
| 18            |            | Spooky and Poil Meet the Monsters / You Know You're Alive When... / 13 Ways To Scare a Fleshie / The Trick's a Treat | 1996. október 26.    |
|               |            | |                      |
| 19            |            | Frightening Storm; The Ghostly Trio; The Legend of Whitebeard                                                        | 1996. november 2.    |
|               |            | |                      |
| 20            |            | Three Ghosts and a Baby / I Wanna Be Rude / Leave It to Casper                                                       | 1996. november 9.    |
|               |            | |                      |
| 21            |            | Luck of the Spookish / Day Care Nightmare                                                                            | 1996. november 16.   |
|               |            | |                      |
| 22            |            | Scream Card / You Know When Your Alive When / Lady Screams the Boos                                                  | 1996. november 23.   |
|               |            | |                      |
| 23            |            | A Christmas Peril / Ms. Banshee's Holiday Hits / Good Morning Dr. Harvey / Fright Before Christmas                   | 1996. december 21.   |
|               |            | |                      |
| 24            |            | A Midsummer's Night Scream / Auntie Maimed                                                                           | 1997. február 1.     |
|               |            | |                      |
| 25            |            | Gargoils / Ms. Banshee's Public Domain Hits / Boosom Buddies                                                         | 1997. február 15.    |
|               |            | |                      |
| 26            |            | What Goes Around / Scavenger Haunt                                                                                   | 1997. február 22.    |
|               |            | |                      |
| HARMADIK ÉVAD |            | |                      |
|               |            | |                      |
| 27            |            | Columboo / All About "C"                                                                                             | 1997. szeptember 6.  |
|               |            | |                      |
| 28            |            | Hat Sick / Cancion De Olor / The Boo-Muda Triangle                                                                   | 1997. szeptember 13. |
|               |            | |                      |
| 29            |            | Intensive Scare / F-A-T-S-O / Stench!                                                                                | 1997. szeptember 20. |
|               |            | |                      |
| 30            |            | The Phantom of the Oprah / Stretch's Information Tidbit / The Crying Game                                            | 1997. szeptember 27. |
|               |            | |                      |
| 31            |            | Free Goldie / I'd Pick Your Nose / Birthday Boos                                                                     | 1997. október 4.     |
|               |            | |                      |
| 32            |            | Rats! / Stinkie Time Theater / Great Ghouly Governess                                                                | 1997. október 20.    |
|               |            | |                      |
| 33            |            | Aboove the Law / Ten Little Fatsos / Haunt-A-Thon                                                                    | 1997. október 31.    |
|               |            | |                      |
| 34            |            | This Old Manor / Scareobicize                                                                                        | 1997. november 3.    |
|               |            | |                      |
| 35            |            | Gingersnap out of it / Send a Good Stink Up Their Noses / Ghostly Locks and the Three Scares                         | 1997. november 10.   |
|               |            | |                      |
| 36            |            | Booparty / Do You Like Me? / MacDeath!                                                                               | 1997. november 17.   |
|               |            | |                      |
| 37            |            | The Scummies / Three-Ring Whipstaff / It's Best to be the Most                                                       | 1997. november 27.   |
|               |            | |                      |
| 38            |            | The Son Also Rises / Stretching is Good for You / Ghostfinger                                                        | 1997. december 12.   |
|               |            | |                      |
| 39            |            | Mom Always likes Ghouls Best / Bury Maguire / Dare to Scare                                                          | 1997. december 19.   |
|               |            | |                      |
| 40            |            | Four Funerals and a Wedding / I Can Be Anything / Family Reunion                                                     | 1998. február 6.     |
|               |            | |                      |
| 41            |            | Horrid Copy / I'm Nothing Without My Hat / Caspeer Pressure                                                          | 1998. február 13.    |
|               |            | |                      |
| 42            |            | That Thing You Boo! / A Good Walk Poiled                                                                             | 1998. február 13.    |
|               |            | |                      |
| 43            |            | Jasper / It's Great To Be a Ghost / The Boo-Bloods of Whipstaff                                                      | 1998. február 20.    |
|               |            | |                      |
| 44            |            | Ghost Jam / Do the Spooky / Dr. Harvey and Mr. Gruesome                                                              | 1998. február 20.    |
|               |            | |                      |
| 45            |            | Politically Co-Wrecked Casper / Three Little Letters / Pen and Tell Her                                              | 1998. február 27.    |
|               |            | |                      |
| 46            |            | Jack and the Scream Stalk / Boo Bash a Bone Bag / Artistic? That's a Stretch!                                        | 1998. február 27.    |
|               |            | |                      |
| NEGYEDIK ÉVAD |            | |                      |
|               |            | |                      |
| 47            |            | Scaredy Boo Where Have You Got To? / Casper's New Theme Song / The Daunting Game                                     | 1998. szeptember 12. |
|               |            | |                      |
| 48            |            | At The BOO-vies / Sing Yourself Happy / Snowball's Chance                                                            | 1998. szeptember 19. |
|               |            | |                      |
| 49            |            | NYPD BOO / Three Cool Ghouls / Working Ghouls                                                                        | 1998. szeptember 26. |
|               |            | |                      |
| 50            |            | Scream Test / Ms. Banshee's Kid Songs / The Doctor Is Out                                                            | 1998. október 3.     |
|               |            | |                      |
| 51            |            | Scream Test / Ms. Banshee's Kid Songs / The Doctor Is Out                                                            | 1998. október 10.    |
|               |            | |                      |
| 52            |            | BOO-Kini Beach / Garlic Bread Man                                                                                    | 1998. október 17.    |
|               |            | |                      |